# Terlago
Terlago är en ort och frazione i kommunen Vallelaghi i provinsen Trento i regionen Trentino-Sydtyrolen i Italien. 
Terlago upphörde som kommun den 1 januari 2016 och bildade med de tidigare kommunerna Padergnone och Vezzano den nya kommunen Vallelaghi. Den tidigare kommunen hade 2 014 invånare (2015).